# Les Sims Carnival

Les Sims Carnival est une série de jeux vidéo casual dans l'univers des Sims créé par Electronic Arts. Les Sims Carnival avait deux lignes de produits. C'est une communauté en ligne de jeux crowd-source. C'est aussi une ligne de jeux vendu en téléchargement numérique.

## Communauté en ligne
SimsCarnival.com est une communauté en ligne centré sur la lecture, la création et le partage de jeux.
Il a une grande bibliothèque de jeux flash, connu pour avoir dépassé le nombre 70 000 jeux différents. Cette communauté en ligne a été pris en charge par une suite d'outils de création, d'audio et de graphisme. Le site se présente à la manière de YouTube avec un classement et d'autres caractéristiques sociales, des contenus communiqués de soutien de la communauté, et d'innombrables scores générés par l'utilisateur sur des jeux (par exemple, les jeux de sports, les puzzles, les jeux d'aventure, les jeux de course, les jeux de Tower Defense, Angry Birds).
Trois jeu d'outils de création - L'Assistant, Le Swapper et le Créateur de partie - assistent le joueur dans la conception de jeu. L'Assistant conduit les joueurs à travers le processus de création d'un jeu, étape par étape, avec des options intuitives conçues pour les aider à créer leur propre jeu avec une bibliothèque de genres de jeux à choisir. Le Swapper permet aux joueurs de personnaliser des jeux existants ou de nouveaux jeux à partir de L'Assistant avec leur propre sélection d'images. Avec le Créateur de partie, et sa bibliothèque d'images, d'animations et de sons, les utilisateurs peuvent créer un jeu à partir de zéro.
Conçu comme un jeu sur les jeux, la mission de SimsCarnival.com a été de démocratiser l'art de la création de jeu. Parce que les jeux étaient « open source », les joueurs pouvaient s'aider dans la création et personnaliser les jeux comme ils l'entendaient, par exemple, appliquer différents graphismes et scénarios.
SimsCarnival.com a fait ses débuts lors de la Game Developers Conference en février 2008, avec un discours par de The Sims Studio. Le service a cessé en janvier 2011.

## Extensions
Deux extensions ont été annoncées en décembre 2007, et ont été disponibles pour le téléchargement sur le site d'EA.

### Bumperblast
Un jeu Sim sur le thème du shoot 'em up.

### SnapCity
SnapCity est un jeu de puzzle basé sur le spin-off de SimCity sorti le 8 janvier 2008. SnapCity n'est pas un jeu en ligne, mais en solo uniquement. Il est livré avec SimCity.
Le jeu consiste à placer des bâtiments résidentiels, commerciaux et de zones industrielles, qui sont constitués de tuiles qui tombent comme dans Tetris, sur le bas de la carte. Si le joueur obtient suffisamment de zones placés les uns à côté des autres, il ou elle peut construire une zone spéciale où les bâtiments publics comme les écoles et les parcs peuvent être construits. Les zones doivent être reliés par des routes. Des catastrophes naturelles peuvent également se produire, qui détruisent la ville. Il existe deux principaux modes de jeu, le mode création et le mode histoire.